# Trhové Dušníky
Trhové Dušníky település Csehországban, a Příbrami járásban. Trhové Dušníky Pičín, Suchodol, Dubno, Lhota u Příbramě, Příbram, Bratkovice és Hluboš településekkel határos. Lakosainak száma 686 fő (2024. január 1.).

## Népesség
A település lakosságának változását az alábbi diagram mutatja:
| Lakosok száma | 586  | 808  | 625  | 417  | 347  | 391  | 460  | 430  | 465  | 686  |
|               | 1869 | 1890 | 1921 | 1950 | 1980 | 2001 | 2017 | 2019 | 2022 | 2024 |